# Aura Timen
Aura Timen (Cluj-Napoca, 10 juni 1966) is arts, hoofd Landelijke Coördinatie Infectieziektebestrijding bij het Rijksinstituut voor Volksgezondheid en Milieu en bijzonder hoogleraar aan de Vrije Universiteit Amsterdam. Vanaf 15 april 2022 wordt ze hoofd van de Eerstelijnsgeneeskunde van het Radboudumc en hoogleraar Eerstelijnsgeneeskunde aan de Radboud Universiteit.

## Opleiding
Timen is Roemeense van geboorte en voltooide in 1991 de opleiding geneeskunde aan de Universitatea de Medicină și Farmacie "Iuliu Hațieganu" (UMF Cluj (Klausenburg), Iuliu Haţieganu University of Medicine and Pharmacy) in Cluj-Napoca. In 1992 kwam ze naar Nederland waar ze huwde. Om hier te kunnen werken als arts, moest ze een flink deel van de opleiding opnieuw doen en ze studeerde in 1995 af als arts aan de Vrije Universiteit van Amsterdam. Ze specialiseerde zich in de infectieziektenbestrijding aan de Netherlands School of Public and Occupational Health en was werkzaam bij de GGD Delfland. Op 15 december 2010 promoveerde ze aan de Radboud Universiteit Nijmegen bij de hoogleraren R.P.T.M. Grol en J.W.M. van der Meer op het proefschrift Outbreak Management: towards a model for the next crisis.

## Loopbaan
Bij het Rijksinstituut voor Volksgezondheid en Milieu (RIVM) is ze in dienst sinds 2006, eerst als Arts Maatschappij en Gezondheid (M&G) met het profiel infectieziektebestrijding, vanaf 2007 als hoofd van een afdeling van de Landelijke Coördinatie Infectieziektebestrijding (LCI) en sinds 2011 als hoofd van de LCI.
In januari 2018 werd ze daarnaast benoemd tot bijzonder hoogleraar aan de Vrije Universiteit Amsterdam, op de leerstoel 'Responses to communicable diseases in global health' verbonden aan het Athena Instituut. Op 17 april 2019 hield ze haar oratie On global epidemics and society: a journey beyond the next crisis.
Ze is voorzitter van de sectie Infectieziekten van de European Public Health Association (EUPHA). Tijdens de coronacrisis in 2020 was ze secretaris van het Outbreak Management Team van het RIVM en kwam ze herhaaldelijk in de Nederlandse media met voorlichting over COVID-19.
- Gemeinsame Normdatei: 1013316398
- International Standard Name Identifier: 0000 0001 2305 5969
- NARCIS: PRS1309111
- Nederlandse Thesaurus van Auteursnamen: 24025595X
- ORCID: 0000-0002-5793-5443
- Virtual International Authority File: 172735301
- WorldCat: E39PBJm4TvG6H9jJFBfq4VtqcP